# 1425

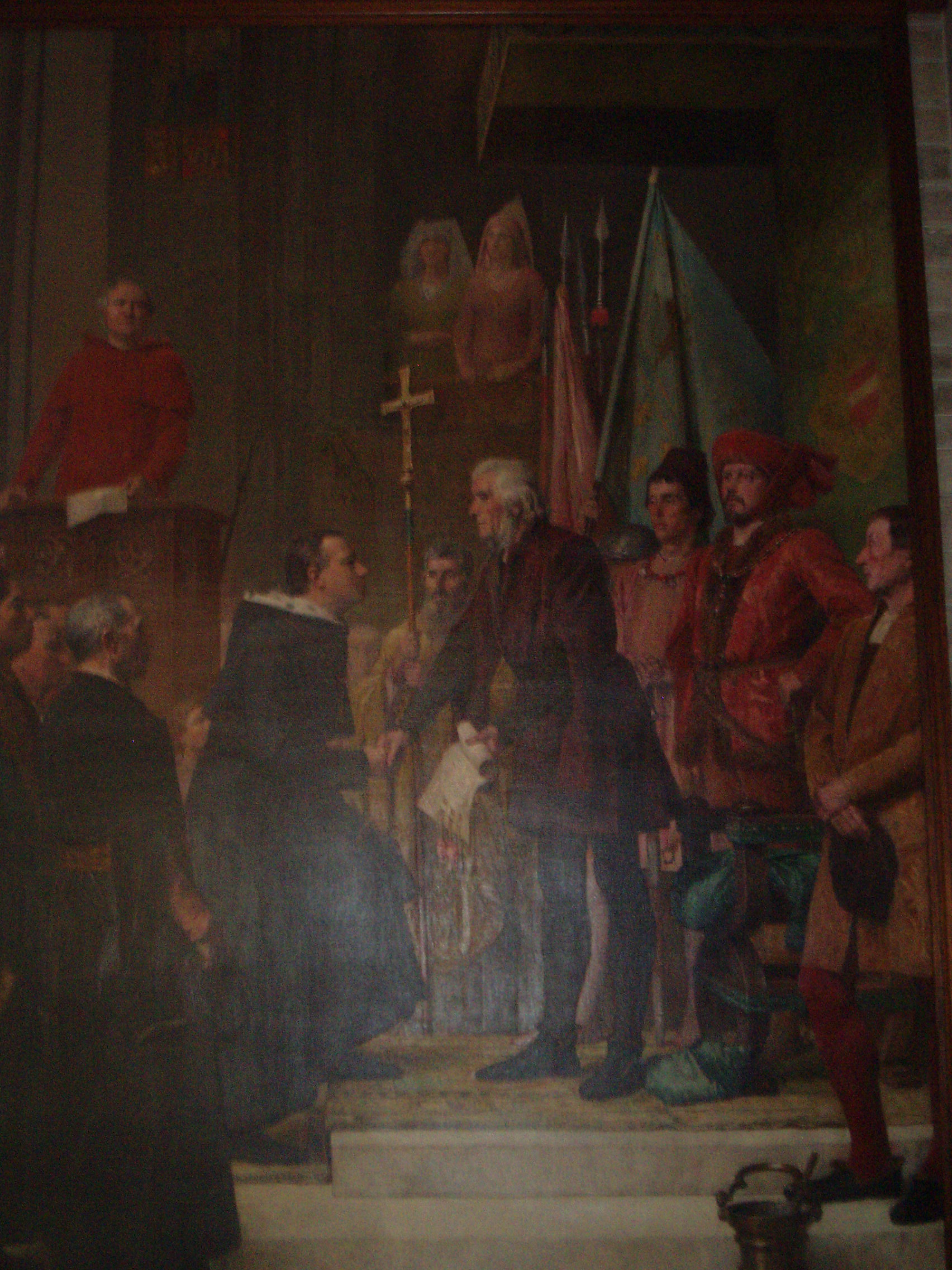
oprichtingsceremonie van de Universiteit van Leuven

Het jaar 1425 is het 25e jaar in de 15e eeuw volgens de christelijke jaartelling.

## Gebeurtenissen
- januari - Holland en Henegouwen, door Jan IV van Brabant aan Jan van Beieren verpand, komen weer terug aan Jan van Brabant. Het feit dat deze Filips de Goede van Bourgondië tot zijn erfgenaam benoemt, leidt ertoe dat de Hoekse en Kabeljauwse twisten doorgaan als strijd tussen Filips de Goede en Jacoba van Beieren.
- 11 maart - 's-Gravenbrakel valt voor Jan IV van Brabant.
- 10-25 maart - Eerste beleg van Schoonhoven: De Hoeken onder Floris van Kijfhoek nemen Schoonhoven in.
- 6 juni - Inname van Henegouwen: Jacoba van Beieren geeft zich gewonnen in de strijd om Henegouwen tegen Jan IV van Brabant. Enkel de stad Bergen staat nog achter haar.
- 13 juni - Jacoba van Beieren wordt gevangen gezet in kasteel Gravensteen.
- augustus - Jacoba van Beieren, met steun van Hoekse edelen, weet uit Gravensteen te ontsnappen.
- 17 september - Jacoba van Beieren wordt ingehuldigd in Gouda, wat de volgende jaren haar residentie zal zijn.
- 8 oktober - De Kabeljauwen geven het beleg van Schoonhoven op.
- 21 oktober - Slag bij Alphen: Belangrijke overwinning van het leger van Jacoba van Beieren, gesteund door Sticht Utrecht, op het leger van Jan IV van Brabant.
- 9 december - De Universiteit van Leuven wordt opgericht door paus Martinus V in de bul Sapientiae Immarcessibilis.
- Het graafschap Nassau-Beilstein wordt verdeeld tussen de broers Johan I en Hendrik III.

## Kunst en literatuur
- Antonio Beccadelli: Antonii Panormitae Hermaphroditus

## Opvolging
- Byzantium - Manuel II opgevolgd door zijn zoon Johannes VIII
- Generalitat de Catalunya - Dalmau van Cartellà opgevolgd door Filips van Malla
- China - Hongxi opgevolgd door zijn zoon Xuande
- Holland - Jan van Beieren opgevolgd door Jan IV van Brabant, bestreden door Jacoba van Beieren
- Luxemburg (bij verpanding) - Jan van Beieren opgevolgd door Elisabeth van Görlitz
- Malta - Antonio de Cardona opgevolgd door Gonçalvo Monroy
- Moskou - Vasili I opgevolgd door zijn zoon Vasili II onder regentschap van diens moeder Sophia van Litouwen
- Navarra - Karel III opgevolgd door zijn dochter Blanca I
- Nemours - Karel III van Navarra opgevolgd door zijn kleindochter Eleonora van La Marche
- Sicilië (onderkoning) - Peter van Aragón opgevolgd door Niccolò Speciale

## Afbeeldingen

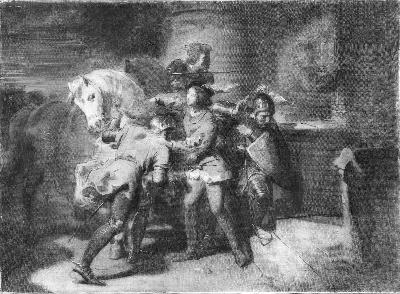
Jacoba van Beieren ontsnapt uit Gravensteen in mannenkleding
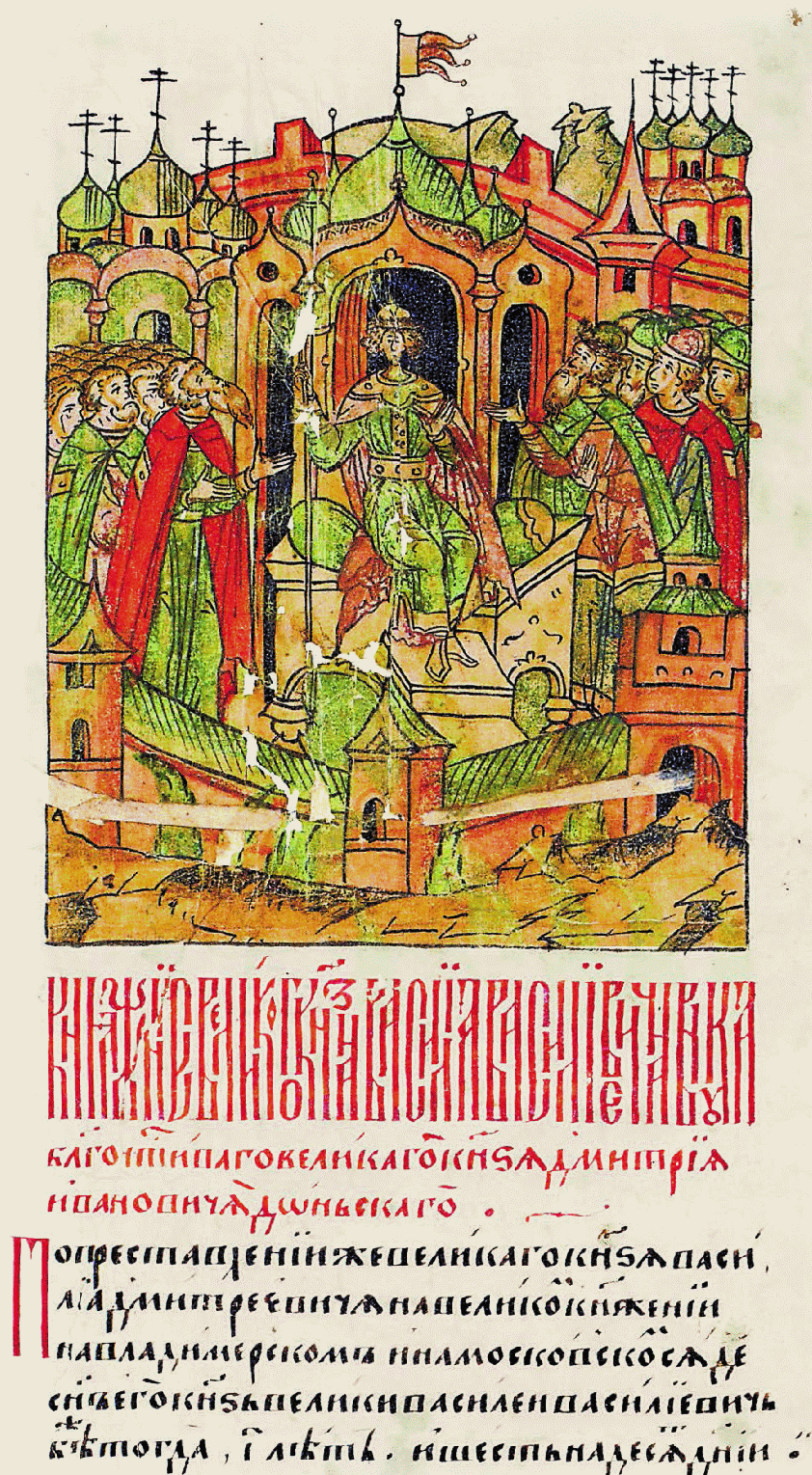
Vasili II van Moskou gekroond
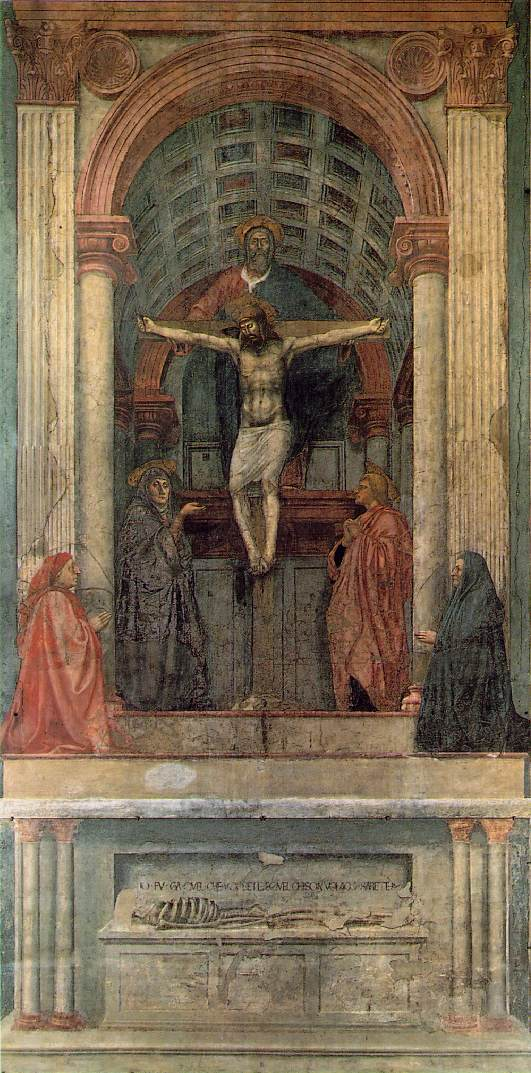
Tommaso Masaccio: De Heilige Drie-eenheid (tussen 1425 en 1428)
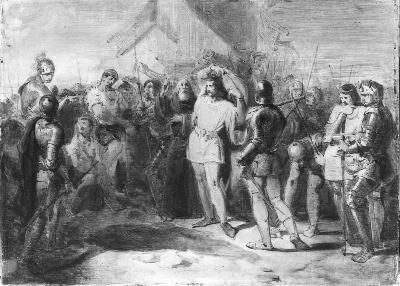
Albrecht Beiling wordt levend begraven
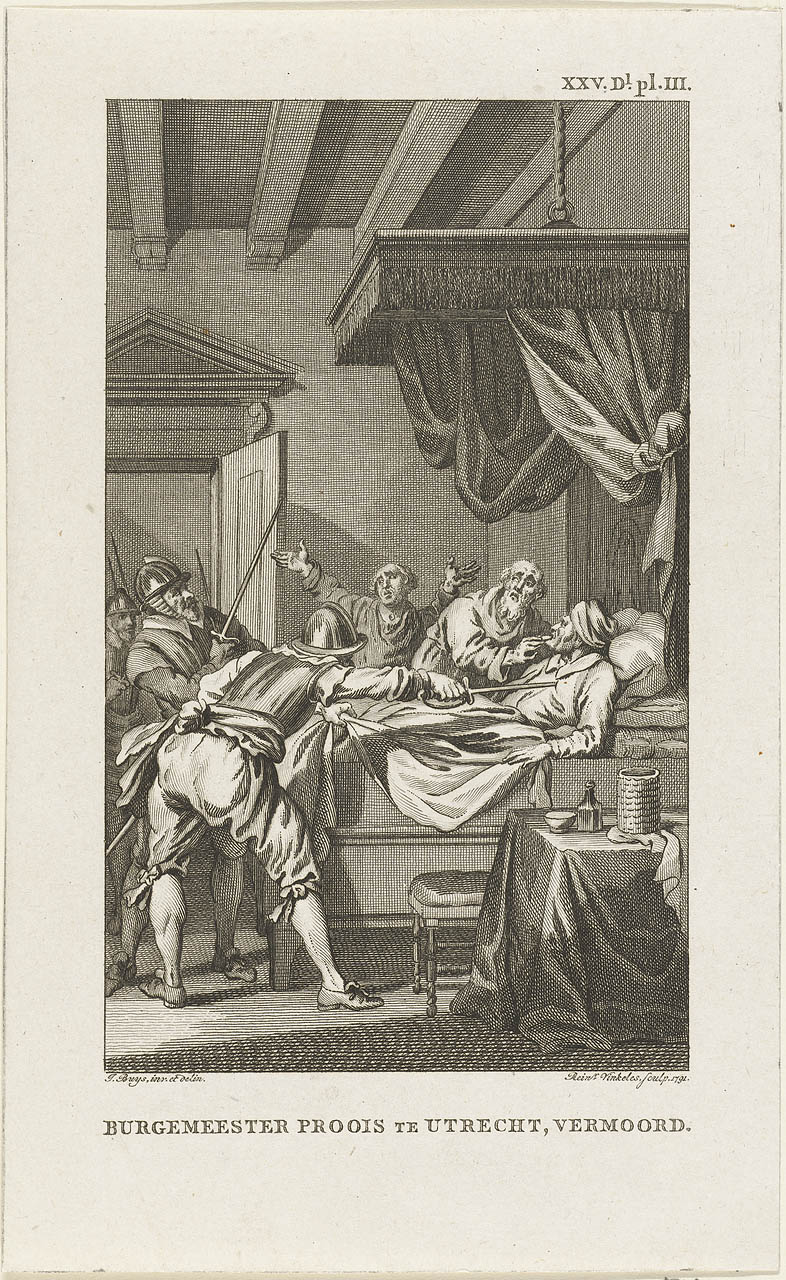
moord op Beernt Proys
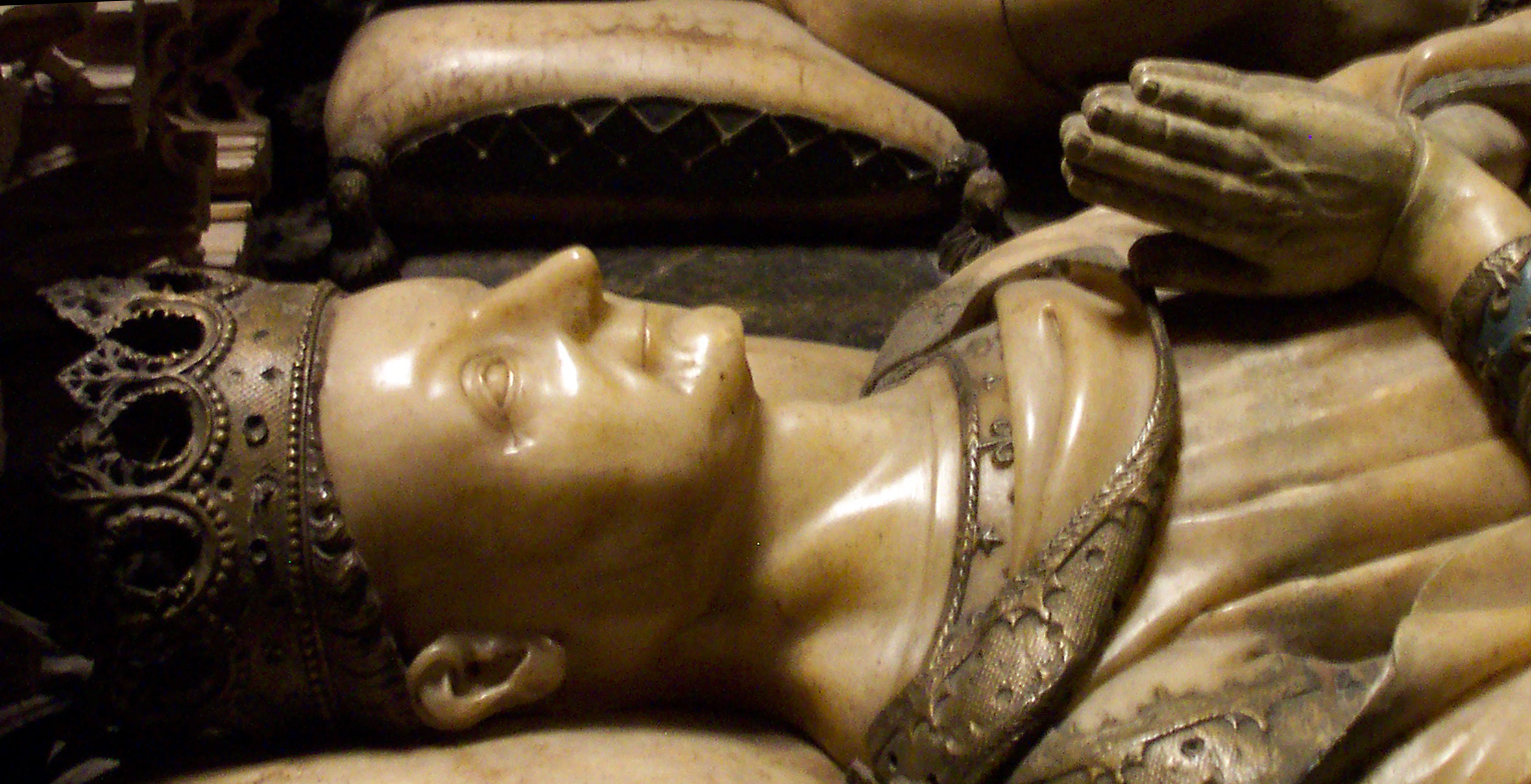
Graftombe van Karel III van Navarra

## Geboren
- 1 augustus - Frederik I, keurvorst van de Palts
- 2 augustus - Jan II, hertog van Lotharingen
- 14 oktober - Alesso Baldovinetti, Florentijns schilder
- Georg Fegili, Duits edelman
- Pomponius Laetus, Italiaans humanist
- Cristoforo Landino, Florentijns dichter en geleerde
- Dirk I van Lieck tot Oberlieck en Musschenbroek, Heinsbergs edelman
- Antoine Le Moiturier, Frans edelman
- John Mowbray, Engels edelman
- Jan I van Albret, Frans edelman (jaartal bij benadering)
- Jacob van Barry, Hollands staatsman (jaartal bij benadering)
- Pasquier Grenier, Henegouws tapijtwever (jaartal bij benadering)
- Jan I van Lüben, Silezisch edelman (jaartal bij benadering)
- Simon Marmion, Frans schilder (jaartal bij benadering)
- Erik II van Pommeren, Duits edelman (jaartal bij benadering)
- Michiel van Themseke, Vlaams edelman en bestuurder (jaartal bij benadering)

## Overleden
- 6 januari - Jan van Beieren (~50), prins-bisschop van Luik (1389-1418), graaf van Holland en Luxemburg (1418-1425)
- 18 januari - Edmund Mortimer (33), Engels edelman
- 25 januari - Hisko Abdena, Oostfries hoofdeling
- 27 februari - Vasili I (53), grootvorst van Moskou (1389-1425)
- 17 maart - Ashikaga Yoshikazu (17), shogun van Japan (1423-1425)
- 30 maart - Willem II (53), markgraaf van Meißen
- 21 mei - Raas I van Rivieren, Brabants edelman
- 24 mei - Murdoch Stewart (~62), Schots edelman (executie)
- 29 mei - Hongxi (46), keizer van China (1424-1425)
- 21 juli - Manuel II (76), keizer van Byzantium (1391-1425)
- 21 augustus - Beernt Proys (~71), Utrechts staatsman (vermoord)
- 8 september - Karel III (64), koning van Navarra (1387-1425)
- 17 september - Bonne van Artesië (~29), echtgenote van Filips de Goede
- 7 december - Dirk IV van Wisch, Gelders edelman
- Albrecht Beiling, Hollands leider van de Kabeljauwen
- Jan III Berthout van Berlaer, Brabants edelman
- Jean de Béthencourt (~63), Frans ontdekkinsgreiziger en veroveraar
- Willem van Hildernisse (~67), Brabants monnik
- Jan van Mansdale, Brabants bouwmeester
- Lorenzo Monaco, Florentijns schilder
- Conrad von Soest, Duits schilder
- Odette de Champdivers, maîtresse van Karel VI van Frankrijk (jaartal bij benadering)